# Blåfjellenden
Il Blåfjellenden è un rifugio alpino situato nella zona di conservazione Frafjordheiene, all'estremità della valle Fidjadalen, in Norvegia. Il rifugio si trova a 600 metri d'altezza, nel comune di Gjesdal (contea di Rogaland). È gestito dal Den Norske Turistforening (DNT).

## Caratteristiche e informazioni
Il rifugio è gestito dalla sezione Stavanger Turistforening del DNT.
Dispone di 28 posti letto, di cui 16 nel rifugio principale e 12 in quello minore. Il rifugio è spresidiato, ma aperto tutto l'anno.

## Accessi
Il rifugio è raggiungibile in 2-3 ore a piedi da Hunnedalen (7 km).

## Traversate
Dal Blåfjellenden hanno origine diversi sentieri per escursionismo: Sandvatn dista 15 km; Langavatn è raggiungibile in 4 ore; Flørli ed Eikeskog sono più lontani, rispettivamente 6 e 7 ore.